# Val Valentino
Val Valentino (Los Ángeles, California, 14 de junio de 1956) es un actor, ilusionista y cantante estadounidense. Ha obtenido fama mundial tras protagonizar cuatro programas de televisión titulados Breaking the Magician's Code: Magic's Biggest Secrets Finally Revealed (en español, literalmente: "Rompiendo el código de los magos: Los más grandes secretos de la magia finalmente revelados") bajo el seudónimo de Mago Enmascarado.

## Biografía
A la edad de cinco años, su padre le regaló un truco de magia llamado the ball vase y esto despertó su pasión por ser mago.
El Mago Enmascarado es el protagonista de diversas series y especiales de televisión que actualmente están saliendo al aire alrededor del mundo, seguidos por millones de aficionados. Por medio de la divulgación de los secretos detrás de las ilusiones de la magia, entretiene y enseña a los espectadores.
Val Valentino, el Mago Enmascarado, ha protagonizado una multitud de especiales de televisión a nivel nacional e internacional. Sus cuatro especiales del canal Fox estuvieron entre los más altos en la historia de la sintonía del canal, obteniendo cifras más altas que la serie mundial de baseball. Llevó a cabo con éxito más ilusiones televisadas en el transcurso de un solo año que cualquier otro mago en la historia.
La popular revista norteamericana Entertainment Weekly afirmó que “El Mago Enmascarado es más cautivador y fascinante que los trucos combinados de David Copperfield, Lance Burton y Sigfried & Roy.” Valentino también tuvo el honor de pertenecer al prestigioso IT LIST de Entertainment Weekly, formando parte de los 100 artistas más creativos del espectáculo.
¿Qué ha estado haciendo el Mago Enmascarado desde su primer especial en Fox TV? Cumpliendo con la gran demanda alrededor del mundo, produciendo especiales de TV, actuando en vivo, publicitando sus productos, filmando comerciales, apareciendo como invitado especial en TV, actuando como consultor de proyectos de magia, etc. Fue premiado en Latinoamérica con el equivalente de un Oscar, y ha recibido un gran reconocimiento en el Medio Oriente, el Reino Unido y virtualmente el mundo entero. El Mago Enmascarado está convencido de que la magia trasciende todo lenguaje y apela a todas las edades.
Debido a su enorme éxito televisivo, CBS no desperdició tiempo y contrató a Valentino para un especial de dos horas en el episodio de la serie Diagnosis Murder, protagonizado por Dick Van Dyke. Los productores afirmaron que “El Mago Enmascarado arrasó con el rating, por lo que decidimos hacer lo que cualquier productor inteligente haría en nuestro lugar; traer al Mago Enmascarado a nuestro equipo y darle un especial de dos horas.” La evaluación del episodio en el diario New York Post estuvo llena de elogios. “Esto es televisión que se debe ver, grábenlo, estarán felices de haberlo hecho.”
El show en vivo del Mago Enmascarado estuvo de gira colmando recintos a lo largo y ancho de los EE. UU. al igual que en el resto del mundo. Logró dominar con maestría las ilusiones más difíciles, incluso llegando a desafiar la muerte, y sus planes futuros incluyen intentar ser enterrado vivo dos metros bajo tierra en un ataúd de metal durante siete días. Documentos históricos atestiguan que ni siquiera el ilustre Houdini se atrevió jamás a intentar este truco públicamente.
Valentino crea “la magia” y luego procede a revelar la verdad de las ilusiones ante una cautiva audiencia televisiva en su serie Magical TV en la cual crea, escribe, dirige y desarrolla su propio trabajo.
Nash Entertainment de Hollywood quedó tan cautivada por el Mago Enmascarado que el presidente de la compañía Bruce Nash decidió que Valentino fuera el personaje principal en una novela gráfica que será producida por la firma Virgin Comics. Nash espera utilizar la novela como base de una película a futuro, series de televisión, producciones en vivo, juegos de video y productos derivados.
La novela gráfica girará en torno al mago ficticio. El personaje utilizará una máscara para ocultar su identidad. Comenzará a usar la magia para resolver crímenes e intentará redimirse de su pasado del cual intenta escapar. El libro y la película destacarán como es que el verdadero Mago Enmascarado lleva a cabo sus ilusiones.
El interés por la magia de Valentino despertó a la edad de 5 años. Su padre le regaló su primera ilusión, “El truco de la pelota y el jarrón”, y a los 11 años ya trabajaba profesionalmente haciendo magia en fiestas y funciones comunitarias.
Continuó perfeccionando su oficio durante la adolescencia y actuó en el “Programa Internacional de Conciencia Cultural” para más de un millón de estudiantes a través del sistema escolar unido. A sus veinte años estaba de gira con estrellas de nivel nacional, y era un artista popular en el Magic Castle en Hollywood, California.
Además, protagonizó el video musical Magic Man, del músico Herb Alpert, el cual tuvo la distinción de convertirse en uno de los primeros vídeos musicales.
Su primera aparición en televisión fue en The Merv Griffin Show. Merv quedó impresionado con la actuación de Valentino y comentó: “Valentino es un mago talentoso, un artista asombroso y un intérprete increíble.” La aclamación que tuvo Val Valentino a nivel nacional le abrió las puertas a una carrera despampanante en Las Vegas.
Se convirtió en un éxito rotundo y recibió maravillosas reseñas. La revista de Hollywood Daily Variety elogió su “combinación irresistible de sensualidad y fascinante exotismo”. El diario Review Journal de Las Vegas expresó: “se encuentra dentro del reducido grupo de los mejores de la ciudad.”
Valentino actuó en algunos de los mejores teatros en Las Vegas, Atlantic City, Reno NV, Biloxi Misisipi, y Lake Tahoe. Fue protagonista de la popular producción Splash en el Hotel Riviera, actuó en el mundialmente conocido “Copa Room” teatro del Hotel Sands durante seis años, y también actuó en Las Vegas en el Hilton, el Caesars Palace, el Hotel Plaza, y el Hotel Maxim. Además continuó de gira actuando a salas llenas tanto nacional, como internacionalmente.
Mientras estaba de gira la cadena Fox TV se le acercó y le pidió considerar convertirse en un consultor de magia para su nuevo especial: “Revelando los Secreto de la Magia”. Accedió a participar con la condición de que los productores revelaran solo las ilusiones más antiguas. Ellos aceptaron y así se construyó la historia.
La aspiración de Valentino peligraba debido a la naturaleza de este programa de televisión, pero aceptó ser un mago trabajando de cerca con el personal. De forma que Valentino tomó el reto, mientras que todos los otros magos se echaron atrás.
Trabajó muy cercanamente al proyecto para crear un programa que se atreviera a ser único, provocativo, y emocionante. El medio y la televisión acogieron al Mago Enmascarado y nació una nueva estrella. Hubo un revuelo en la comunidad de magos, debido al hecho de que muchos magos no entendían los motivos de Valentino y su sueño de toda la vida de promocionar su amor a la magia, compartir su pasión con su audiencia e inspirar a una nueva generación de fanáticos de la magia.
En la actualidad Val Valentino está creando una nueva sociedad de magia, The Masked Magician’s Academy Of Mystical Arts (La academia de artes místicas del Mago Enmascarado). Su propósito es educar y fomentar una nueva generación de magos, promover el interés público en el arte de la magia y preservar su historia como una forma de arte, pasatiempo, y medio de entretenimiento.
El Mago Enmascarado tiene previsto continuar con sus apariciones en la televisión alrededor del mundo.
Al estilo de magia que creó la llamó magia “Val Valentino”.
Desafortunadamente, se ha hecho público que Val tiene años en la lucha contra el cáncer. Situación que lo ha llevado a acabarse su fortuna, recurriendo incluso a realizar una colecta pública para poder pagar sus tratamientos, declarando que se ha quedado si nada, pidiendo a sus fans que lo apoyen. No obstante la comunidad de magos, de los cuales se ha ganado el odio, han manifestado que así como el mago enmascarado dejó en la ruina a miles de magos, ahora el está en esa situación, existiendo magos que incluso celebran la lamentable situación de Valentino.

## Filmografía
- The Great Magic of Las Vegas (1995)
- Breaking the Magician's Code: Magic's Biggest Secrets Finally Revealed (1997)
- Breaking the Magician's Code: Magic's Biggest Secrets Finally Revealed 2 (1998)
- Vibe (1998)
- The Rosie O'Donnell Show (1998)
- Live with Regis and Kathie Lee (1998)
- Breaking the Magician's Code: Magic's Biggest Secrets Finally Revealed 3 (1998)
- Breaking the Magician's Code: Magic's Biggest Secrets Finally Revealed 4 - Unmasking the Magician: The Final Reveal (1998)
- Magic (2004)
- Mestres do Ilusionismo (2007)
- Entertainment Tonight (2008)
- Grandes secretos de la magia finalmente revelados (2008-2009)

## Historieta
De la mano de Nash Entertainment y Virgin Comics, en 2007 lanzó una serie de historietas que trataban sobre un personaje ficticio que usa sus poderes mágicos para hacer justicia y resolver crímenes heroicamente.
La idea de los realizadores es fomentar y promocionar el proyecto para desarrollar distintos productos y así crear una colección de merchandising.

## Canción tributo
Existe una canción con el seudónimo del mago del rapero mexicano Mc Socram hecha en 2023